# Pico de Santa Ana II
Pico de Santa Ana II está enclavado en el Macizo Central de los Picos de Europa o macizo de los Urrieles, en la divisoria entre Asturias y Cantabria. Es una de las dos cimas que,separadas por elcolladode Santa Ana, constituyen los Picos de Santa Ana. La otra es el Pico de Santa Ana I, que alcanza los 2601 m s. n. m. La primera ascensión conocida fue realizada por Paul Labrouche el 29 de julio de 1892 según recogen las crónicas, a pesar de que el autor reconoce el ascenso al Pico de Santa Ana, no diferencia si es la cumbre I ( Occidental) o la II (Oriental). El hecho de asignar este ascenso al Santa Ana II se debe probablemente a la dificultad mayor que presenta la escalada al Santa Ana I, aunque del todo posible para el nivel de los autores.